# Anilios hamatus
Anilios hamatus är en ormart som beskrevs av Storr 1981. Anilios hamatus ingår i släktet Anilios och familjen maskormar. Inga underarter finns listade i Catalogue of Life.
Denna orm förekommer i Australien i delstaten Western Australia. Habitatet varierar mellan gräsmarker med glest fördelade trädgrupper och buskage, buskskogar och områden som domineras av suckulenter. Anilios hamatus gräver i lövskiktet och i det översta jordlagret. Den är nattaktiv. Honor lägger ägg.
I begränsade regioner etableras industriområden som påverkar beståndet negativ. Hela populationen anses vara stabil. IUCN listar arten som livskraftig (LC).